# Cerdo mu shu
El cerdo mu shu o mu xi es un plato originario del norte de China, posiblemente de Shandong. Se cree que apareció por primera vez en los menús de restaurantes chinos estadounidenses a finales de los años 1960, siendo un plato básico de la gastronomía chino-estadounidense.

## Descripción
En su versión tradicional china, el cerdo mu shu consiste en carne de chuleta de cerdo en tiras y huevo revuelto, salteados en aceite de sésamo y cacahuete con oreja de madera (hongos negros) en tiras finas y capullos de lirio de día. También pueden añadirse brotes de bambú en tiras finas. Se condimenta con jengibre picado y ajo, cebollino, salsa de soja y vino de arroz de cocina (normalmente huangjiu).
En los Estados Unidos el plato parece que apareció en restaurantes chinos de Nueva York y Washington aproximadamente en 1966, siendo mencionado en una guía de restaurantes de Washington del New York Times publicada ese año. Uno de los primeros restaurantes de Manhattan en servir el plato fue Pearl's, uno de los restaurantes neoyorquinos más famosos que servían comida no cantonesa en los años 1960. Un artículo de 1967 del New York Times afirmaba que otro de los primeros restauradores en servir el plato en Manhattan fue Emily Kwoh, la propietaria de los restaurantes Mandarin House, Mandarin East y Great Shanghai. El plato también apareció pronto en el menú del Joyce Chen's, un alabado restaurante pionero de estilo mandarín de Cambridge. En esa época, el plato se preparaba de la forma tradicional, pero como las orejas de madera y los capullos de lirio de día escaseaban, se desarrolló una receta alternativa. En esta, que gradualmente prevaleció en Norteamérica, el repollo verde solía ser el ingrediente principal, junto con el huevo revuelto, la zanahoria, los capullos de lirio de día, las orejas de madera, el cebollino y los brotes de judía. Los hongos shiitake, el bok choy (repollo chino), la vaina de arveja china, la cebolla y el apio se usaban también a veces, y el jerez seco sustituye a menudo el huangjiu. La verdura (salvo los capullos de lirio y los brotes de judía) suelen cortarse en juliana antes de cocinarse.
Aunque estos son los ingredientes típicos, algunas cosas cambian de un cocinero a otro y de un restaurante a otro. Tanto en la versión china como en la estadounidense se añaden también a menudo glutamato monosódico, sal, azúcar, maicena y pimienta blanca molida. En los restaurantes estadounidenses menos auténticos, la oreja de madera y los capullos de lirio de día (los ingredientes más exóticos para el cliente local) suelen omitirse completamente.
Aunque lo más habitual es usar cerdo, la receta también puede hacerse con otra carne o marisco, usándose generalmente solo una carne. Si se emplea pollo en lugar de cerdo, el plato se denomina pollo mu shu, y así sucesivamente.

## Presentación
El cerdo mu shu se sirve con un platito de salsa hoisin y varias (normalmente cuatro) tortas blancas finas de harina al vapor templadas llamadas panqueques mu shu (en chino, 木须饼; pinyin, mù xū bǐng), panqueques mandarines o báo bǐng (en chino, 薄饼; literalmente, ‘panqueques finos’), parecidas a las que se sirve con el pato pekinés. A finales del siglo XX, algunos restaurantes chinos estadounidenses menos auténticos empezaron a servir en su lugar tortillas al estilo mexicano, que son más gruesas y menos quebradizas.
El cerdo mu shu se envuelve en los panqueques mu shu, que se comen con la mano de la misma forma que los tacos. El comensal suele prepararse sus propios rollos, aunque los camareros de los restaurantes chinos suelen prestarse a hacerlo. Primero se unta una pequeña cantidad de salsa hoisin en el panqueque, luego se pone una o dos cucharadas de cerdo mu shu en el centro, y entonces se dobla ligeramente hacia arriba la parte de abajo (para evitar derramar el relleno) y se dobla o enrolla el panqueque de derecha a izquierda, como un taco. A diferencia de lo que suele hacerse con los burritos, no suele doblarse la parte de arriba, ya que el panqueque suele comerse inmediatamente y por tanto no hay riesgo de que la comida de arriba se caiga, ya que es la parte que se toma primero. Debido a que el plato suele contener gran cantidad de líquido, debe tenerse cuidado de que el panqueque no se empape y se rompa al enrollarlo o comerlo.
Como los platos de fideos chinos, el cerdo mu shu no suele servirse con arroz blanco al vapor.